# Landau (autotype)

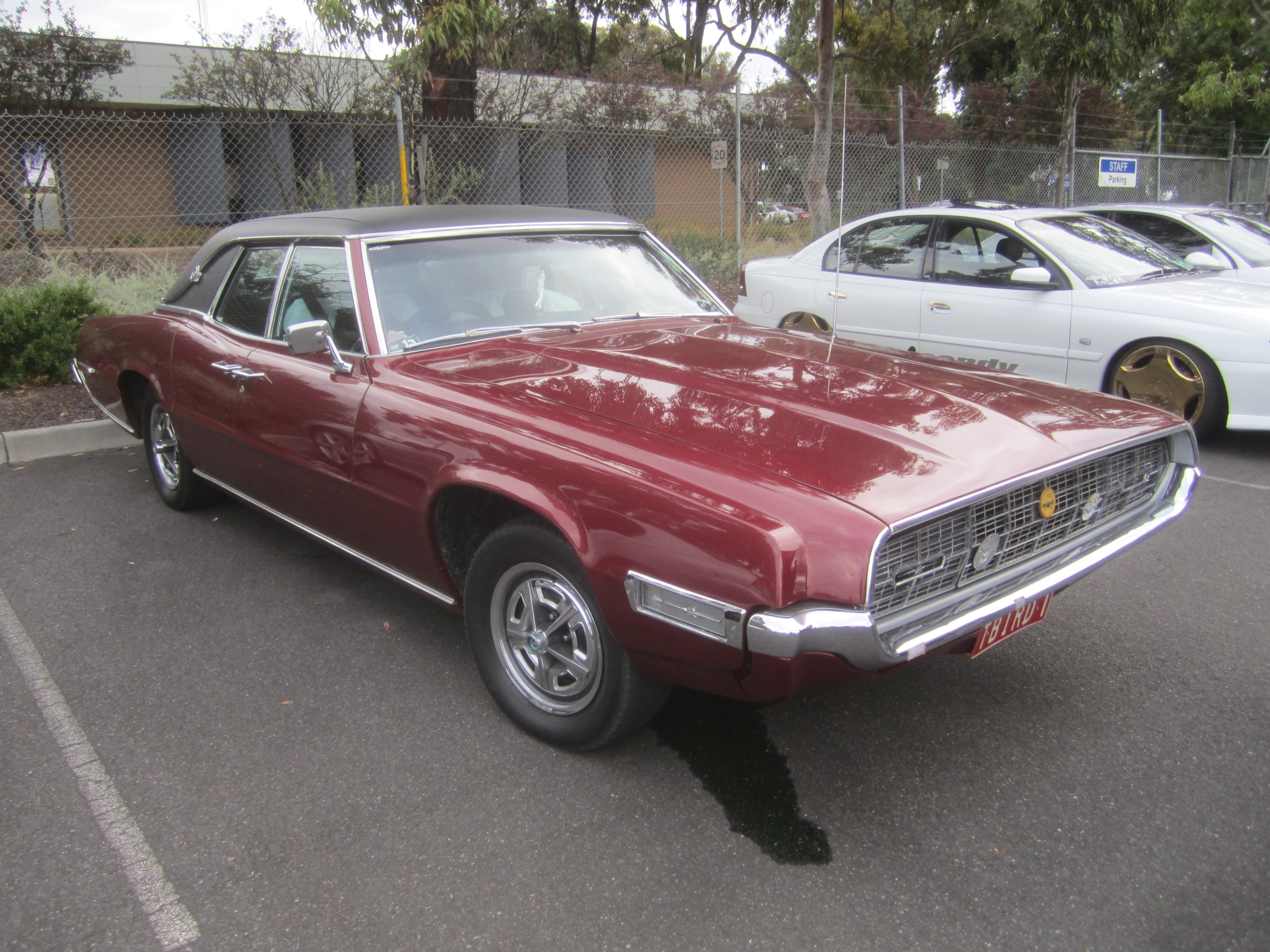
Ford Thunderbird (1968) met een landau-dak

Een landau is een carrosserievorm voor een auto die lijkt op een cabriolet maar waarvan het dak niet open kan.
De benaming is afkomstig uit de tijd van de koetsen: een rijtuig met een tweedelig vouwdak dat geopend en gesloten kon worden werd een landauer genoemd, naar de stad Landau in Duitsland, waar voor het eerst dergelijke rijtuigen werden gebouwd.
Vanaf de jaren 1960 wordt de term landau voornamelijk in de Verenigde Staten gebruikt voor auto's met een vast dak die gestileerd zijn om een tweedelig dak te simuleren of om op cabrio's te lijken. Meestal is naast de C-stijlen ook het dak gedeeltelijk of volledig bekleed met stof, vinyl of leer.
Soms zijn er op de C-stijlen S-vormige landau-balken aangebracht om de indruk te versterken dat het een cabriodak is.

## Afbeeldingen

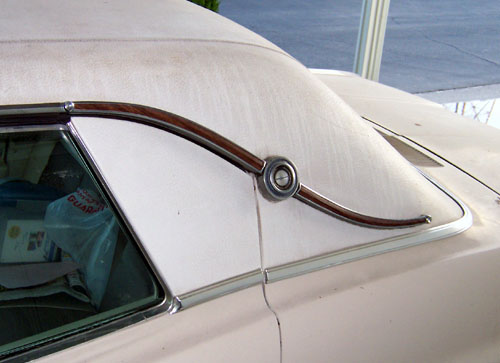
Landau-balk op de C-stijl van een Ford Thunderbird
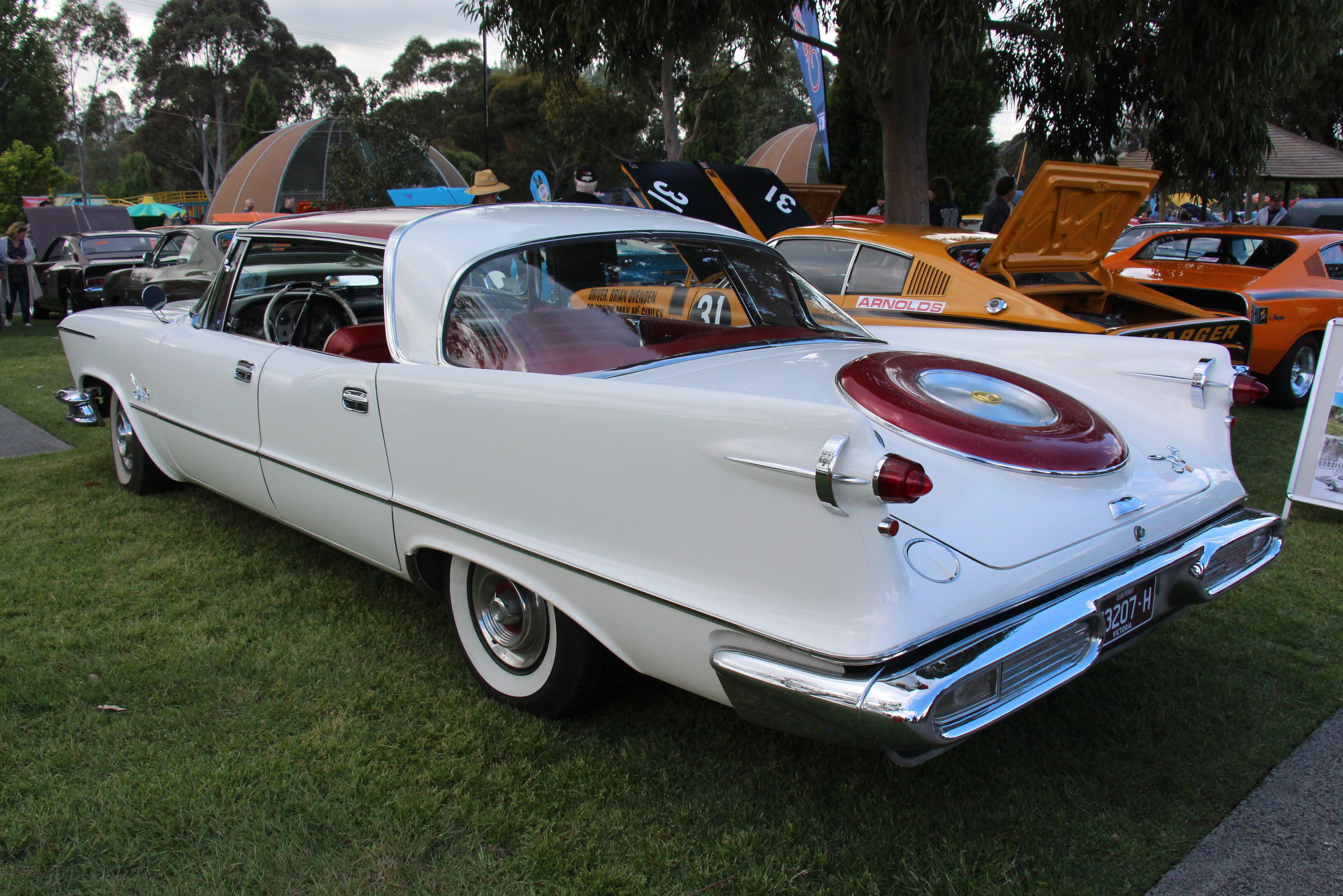
Imperial Crown (1957), vierdeurs sedan met een landau-dak
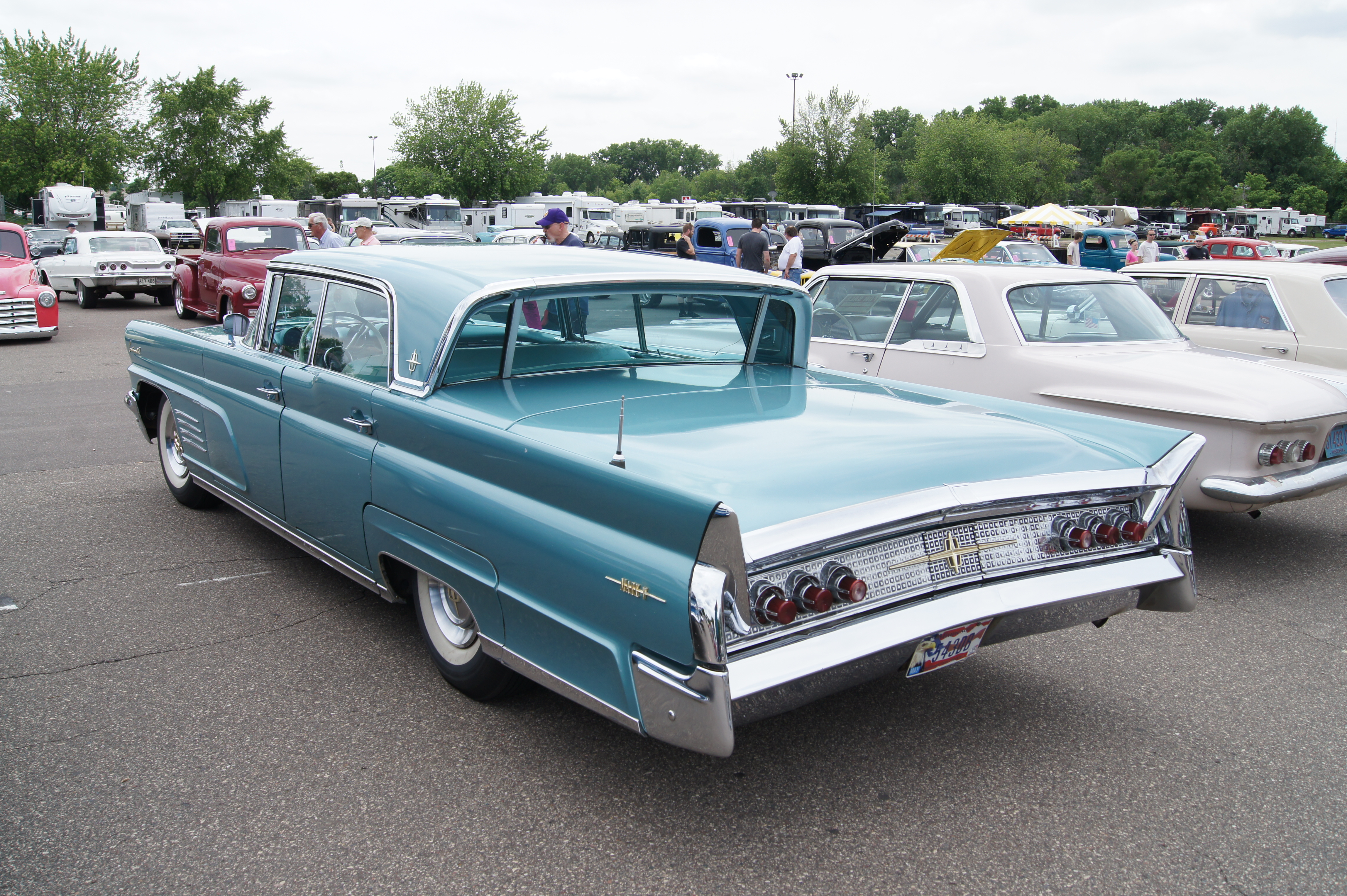
Continental Mark V Landau (1960)
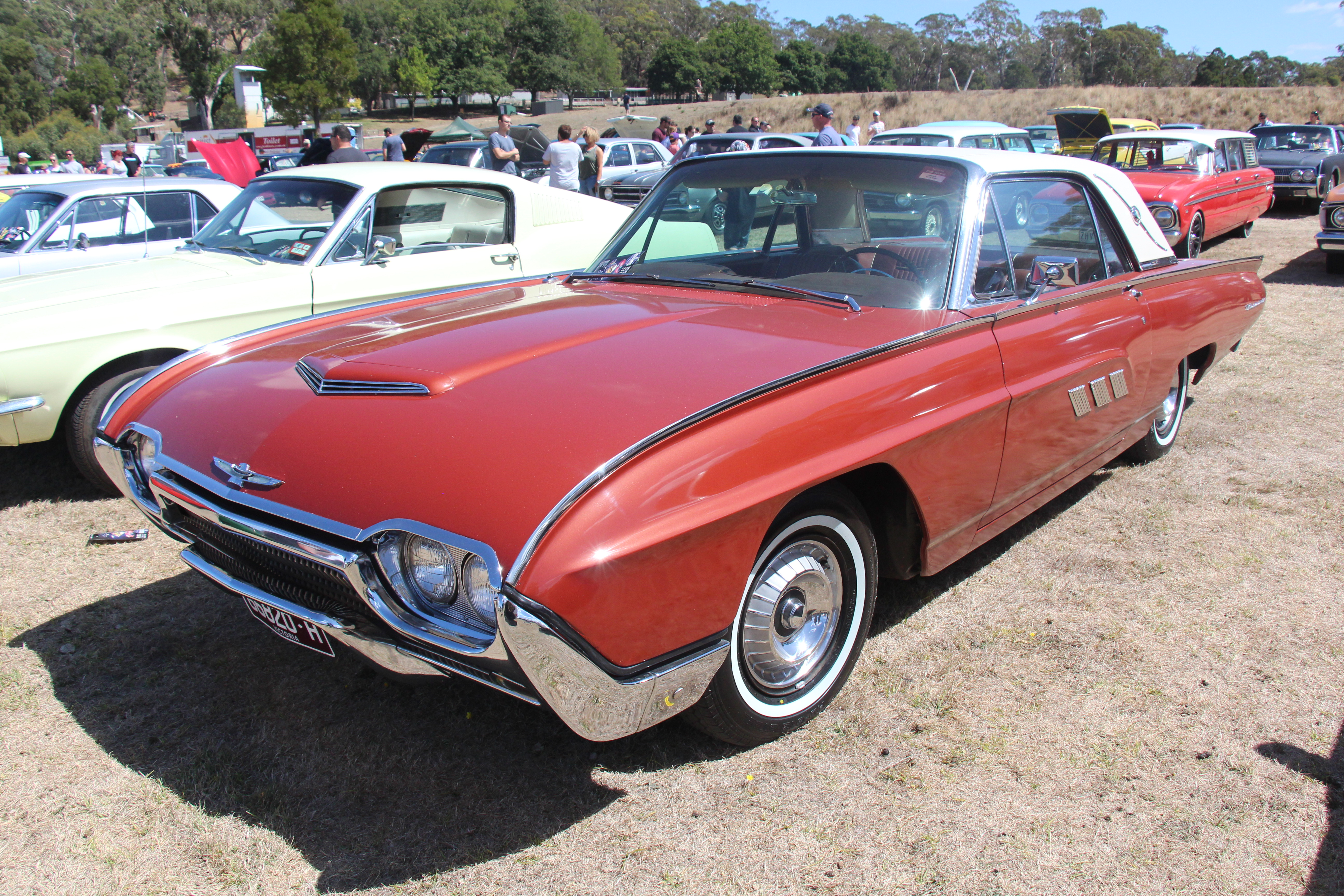
Ford Thunderbird Landau (1963)
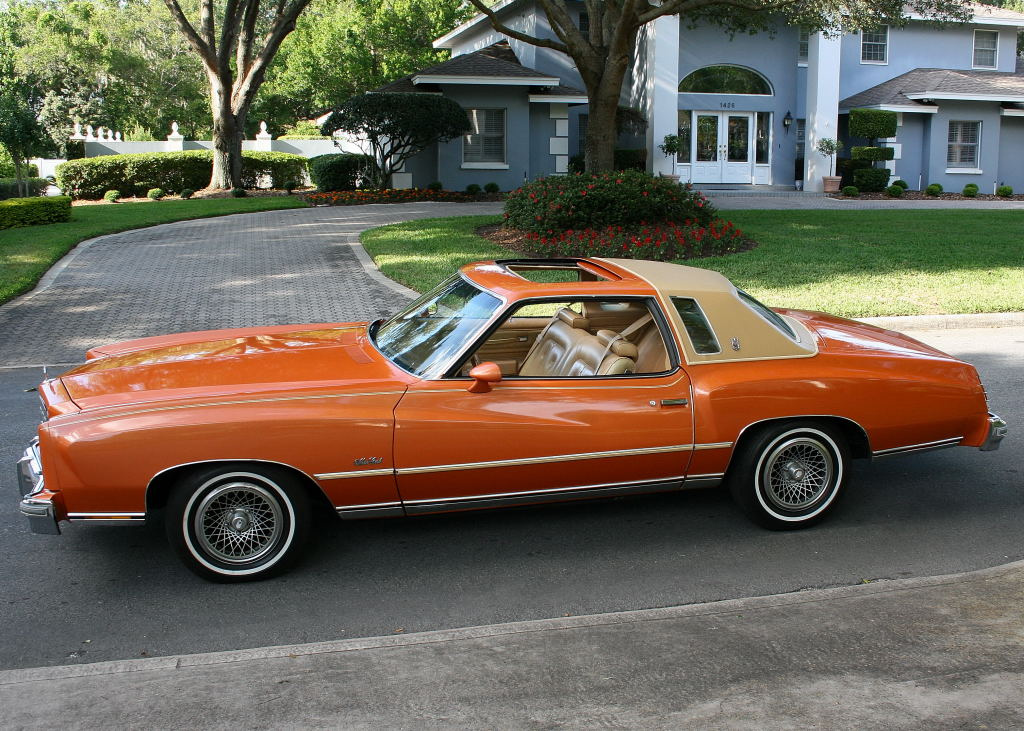
Chevrolet Monte Carlo Landau (1977)
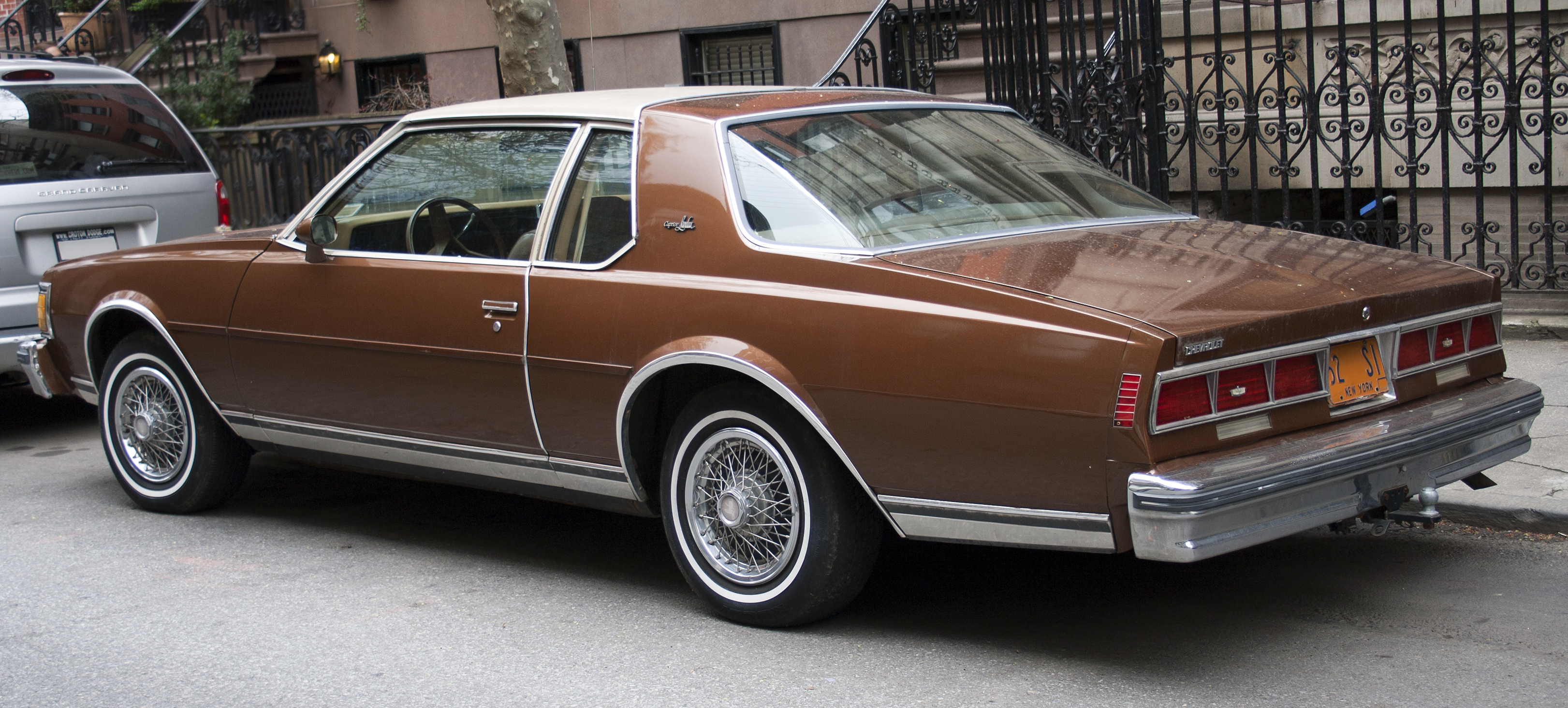
Chevrolet Caprice Landau (1979)
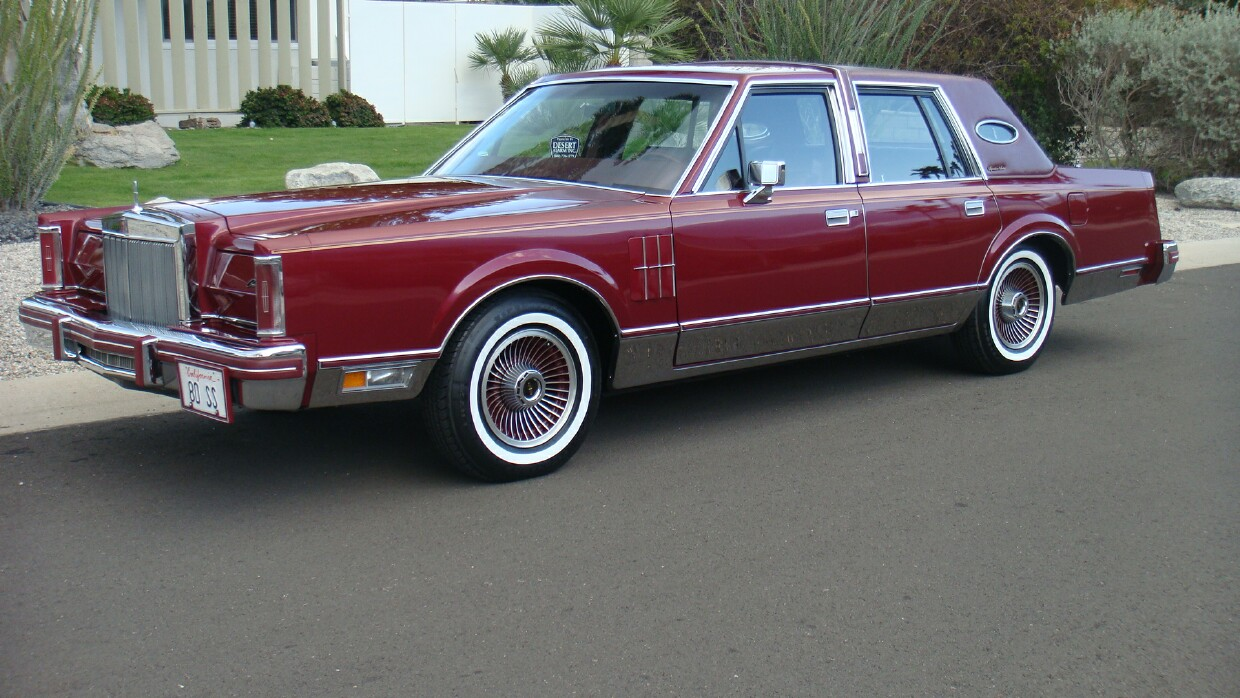
Lincoln Continental Mark VI (1980) met een landau-dak
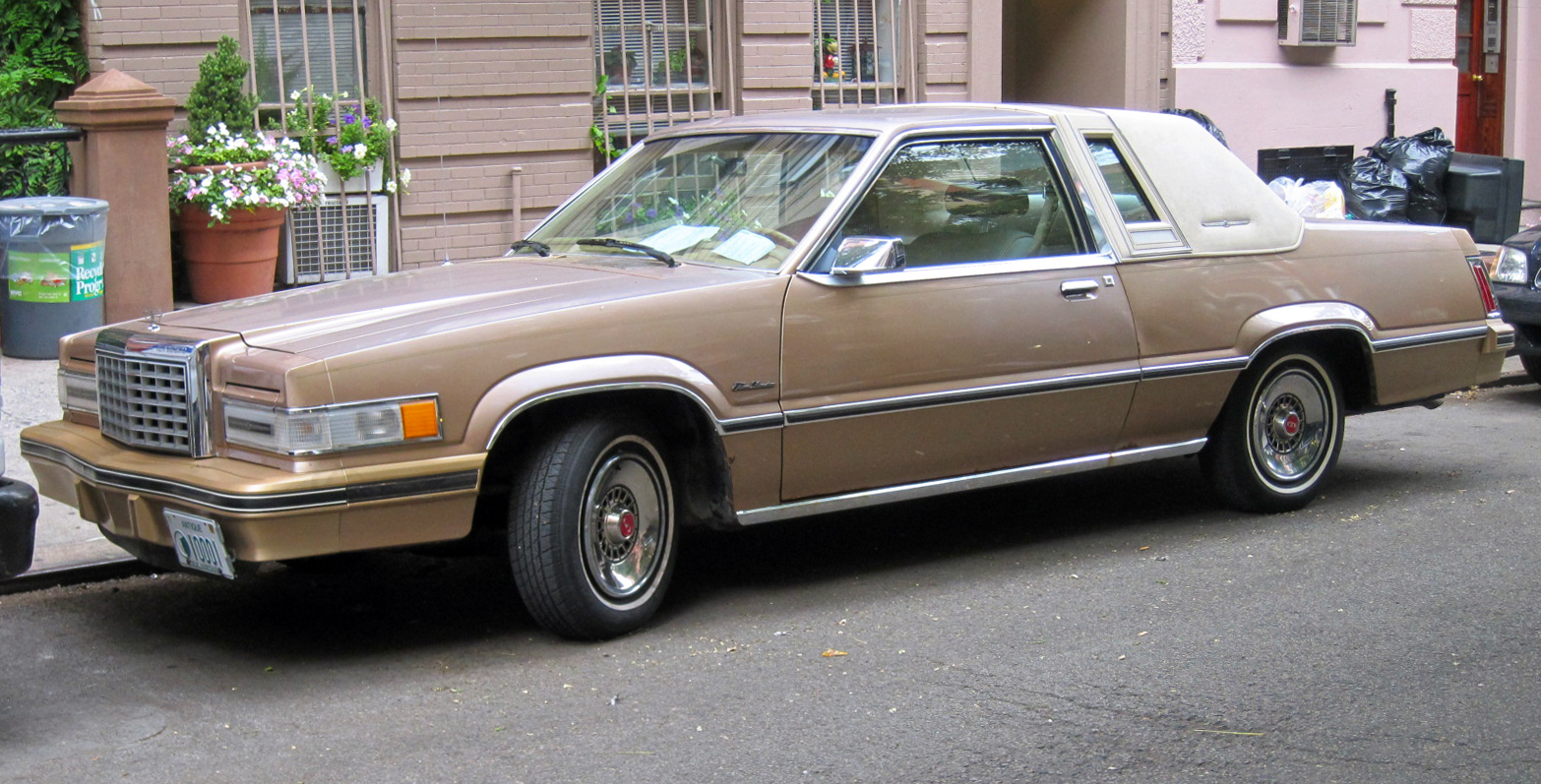
Ford Thunderbird Town Landau (1982)